# 교태전 (경복궁)

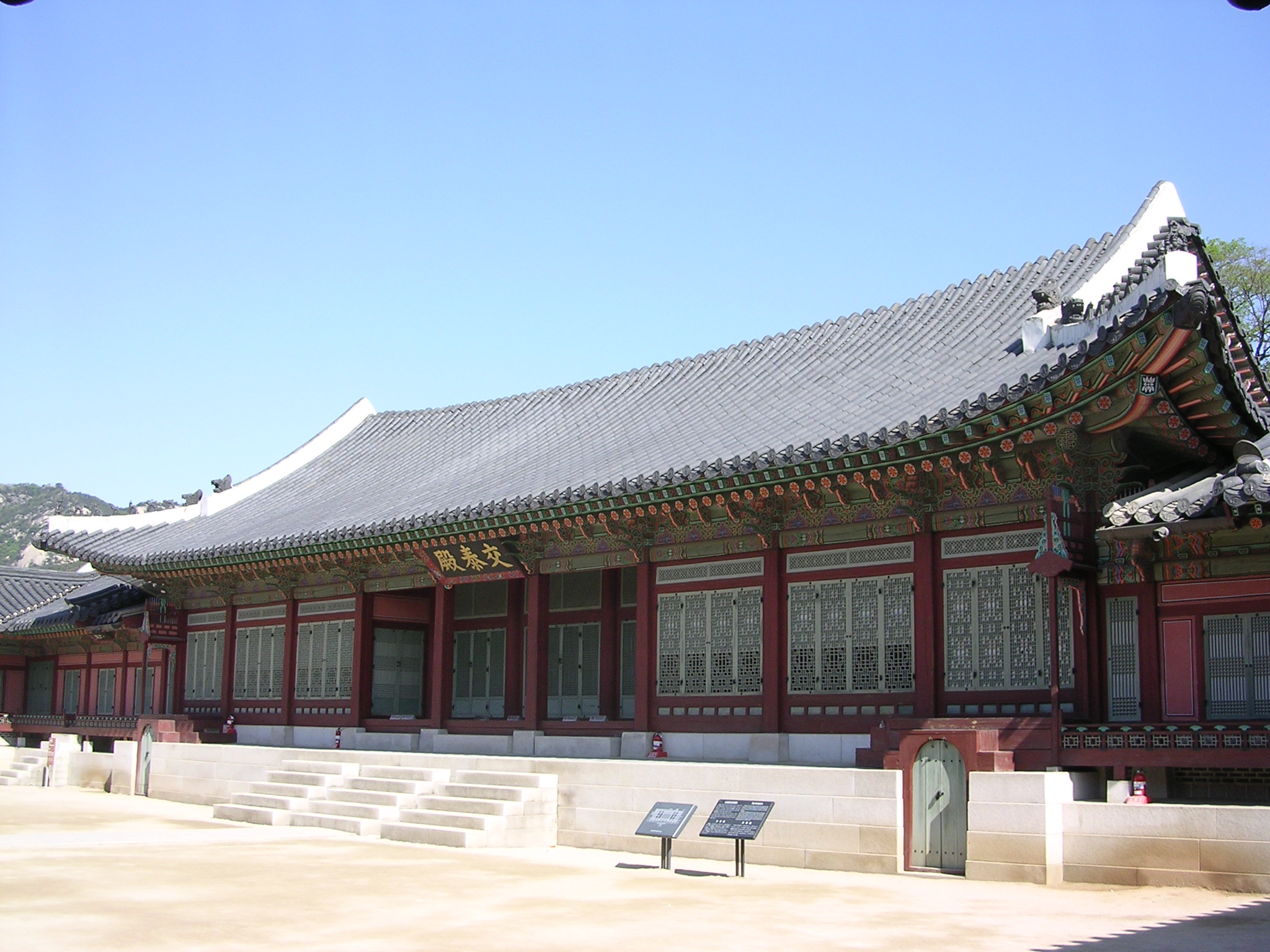
교태전

교태전(交泰殿)은 경복궁에 있는 조선 시대 왕비의 침전이다. 다른말로 중궁전으로도 불렀다. 명칭은 주역에서 따온 것으로, 하늘과 땅의 기운이 조화롭게 화합하여 만물이 생성한다는 의미를 담고있다.
1917년, 창덕궁 대화재 이후 소실된 전각 복구를 빌미로 1918년 강녕전과 함께 해체되었다.